# Galerie Renate Bender
Die Galerie Renate Bender ist eine 1987 gegründete Kunstgalerie in München. 

## Geschichte
Seit der Galeriegründung 1987 setzte sich Renate Bender mit der konkret-konstruktiven Kunstrichtung auseinander. Auslöser war der Kontakt zu Eugen Gomringer und der damals noch nicht fest installierten Sammlung Gomringers im Museum für Konkrete Kunst in Ingolstadt. Die Galerie zeigte 1991 die Sammlung Gomringer auf der Praterinsel in München. Um Kostendeckung zu erreichen, stellte Renate Bender eine Grafikausstellung der in der Sammlung vertretenen Künstler zusammen. So ergaben sich Kontakte zu Kollegen und Verlagen, die konkrete Kunst im grafischen Bereich verlegten und zu den noch lebenden Künstlern.
Es folgte eine knapp vierjährige Galerie-Partnerschaft in Schwabing. Der Wunsch, die Konzentration des Ausstellungsprogramms auf konkrete, monochrome und minimale Formen der zeitgenössischen Kunst zu fixieren, führte zur Entscheidung zu eigenen Galerieräumen, die im September 1995 mit der Ausstellung „drei frauen konkret ?“ eröffnet wurden.
Seit 2014 hat die Galerie ihren Sitz in der Türkenstraße im Kunstareal München.
Renate Bender war von 2009 bis 2012 Sprecherin des Vorstands der Open Art München (damals: Initiative Münchner Galerien zeitgenössischer Kunst).

## Tätigkeit
Von Beginn an widmet sich die Galerie der zeitgenössischen Kunst mit der Ausrichtung auf reduzierte Formen der Malerei, Fotografie und Bildhauerei, vorwiegend im Bereich minimaler, monochromer und konkreter Ausdrucksformen mit internationaler Ausrichtung. Ein Ausstellungsschwerpunkt sind thematische Ausstellungen, etwa zu den Themen „Licht“ und „Papier“.
Die Galerie ist regelmäßig auf nationalen und internationalen Messen vertreten. Die Galerie-eigene Publikationsreihe umfasst mehrere Dutzend Kataloge zu Künstlern und Galerieausstellungen. Ein weiterer Beitrag zur Kunstvermittlung ist die Veranstaltungsreihe „Bender Talk“, die Experten verschiedenster Fachgebiete ebenso wie Künstler zum gemeinsamen Gespräch in der Galerie versammelt. Für Kunstvereine, öffentliche und private Sammlungen und Museen entwickelt Renate Bender bereits seit den frühen 1990er Jahren Ausstellungskonzepte und berät Sammler beim Aufbau ihrer Kollektion.

## Künstler der Galerie (Auswahl)
Hellmut Bruch, Inge Dick, Helmut Dirnaichner, Alfred Haberpointner, Siegfried Kreitner, Horst Linn, Jan van Munster, Pfeifer & Kreutzer, Joan Hernández Pijuan, Gert Riel, Fiene Scharp, Regine Schumann, Heiner Thiel, Timm Ulrichs, Peter Weber und Ludwig Wilding, 

## Veröffentlichungen (Auswahl)

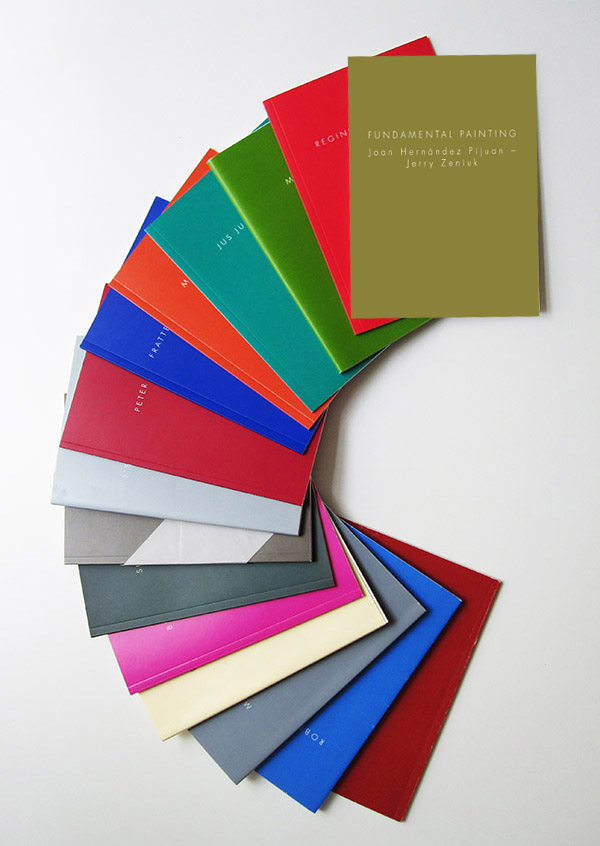
Künstler- und Ausstellungskataloge der Galerie

- Rosa M. Hessling, Galerie Renate Bender (Hrsg.), München, 2023
- "Die Sinnlichkeit der Farbe. Helmut Dirnaichner zum 80. Geburtstag. Arbeiten aus vier Jahrzehnten", Galerie Renate Bender (Hrsg.), München, 2023
- Kat. Ausst. "Black is beautiful", Galerie Renate Bender (Hrsg.), München, 2021
- Inge Dick, Galerie Renate Bender (Hrsg.), München, 2021
- Kat. Ausst. "Erde, Stein, Pigment. Helmut Dirnaichner und Alfonso Frattegiani Bianchi", Galerie Renate Bender 2019
- Bim Köhler, Galerie Renate Bender (Hrsg.), München, 2019
- Peter Weber, Galerie Renate Bender (Hrsg.), München, 2019
- Kat. Ausst. "Between Dark and Light", Galerie Renate Bender (Hrsg.), München, 2018
- Inge Dick „Stadtpfarrkirche St. Nikolaus“, Galerie Renate Bender (Hrsg.), München, 2018
- Kat. Ausst. "The Phenomenon of Perception. Carlos Cruz Diez und Ludwig Wilding", Galerie Renate Bender (Hrsg.), München, 2017
- Kat. Ausst. Bender Schwinn Projekt Zwei, Galerie Renate Bender (Hrsg.), München, 2017
- Kat. Ausst. "FarbeLicht – LichtFarbe. Die Galerie Renate Bender zu Gast im Kunstverein Aschaffenburg" (Hrsg.), München, 2017
- Kat. Ausst. "FarbeLicht – LichtFarbe", Galerie Renate Bender (Hrsg.), München,	März 2017
- Kat. Ausst. "Ganzheit als Prinzip. Martin Willing und Peter Weber", Galerie Renate Bender (Hrsg.), München, 2016
- Kat. Ausst. "Fifty Shades of Red", Galerie Renate Bender (Hrsg.), München, 2016
- Kat. Ausst. "Fundamental Painting. Joan Hernández Pijuan und Jerry Zeniuk", Galerie Renate Bender (Hrsg.), München, 2015
- Kat. Ausst. "Faszination Farbe", Galerie Renate Bender (Hrsg.), München, 2014
- Bim Koehler, Galerie Renate Bender (Hrsg.), München, 2014
- Rosa M. Hessling, Galerie Renate Bender (Hrsg.), München, 2014
- Robert Sagerman, Galerie Renate Bender (Hrsg.), München, 2014
- Jeremy Thomas, Galerie Renate Bender (Hrsg.), München,
- Till Augustin, Galerie Renate Bender (Hrsg.), München, 2013
- Alfred Haberpoitner, Galerie Renate Bender (Hrsg.), München, 2013
- Hellmut Bruch, Galerie Renate Bender (Hrsg.), München, 2013
- Regine Schumann, Galerie Renate Bender (Hrsg.), München, 2012
- Kat. Ausst. "Faltwelten / It´s all in the fold", Galerie Renate Bender (Hrsg.), München, 2012
- Alfonso Fratteggiani Bianchi, Galerie Renate Bender (Hrsg.), München, 2012
- Susan York, Galerie Renate Bender (Hrsg.), München, 2012
- Jus Juchtmans, Galerie Renate Bender (Hrsg.), München, 2012
- Bill Thompson, Galerie Renate Bender (Hrsg.), München, 2012
- Manfred Jäger, Galerie Renate Bender (Hrsg.), München, 2012
- Lars Strandh, Galerie Renate Bender (Hrsg.), München, 2012
- Matt McClune, Galerie Renate Bender (Hrsg.), München, 2011
- Robert Sagerman, Galerie Renate Bender (Hrsg.), München, 2006
- Bim Köhler, Galerie Renate Bender (Hrsg.), München, 2004
- Inge Dick "jahres licht weiss", Galerie Renate Bender (Hrsg.), München, 2013/2014/2015/2016